# Olimpiada szachowa 1931
4. Olimpiada szachowa rozegrana została w Pradze w dniach 11-26 lipca 1931 roku.
Na starcie stanęło 19 drużyn i 93 uczestników. Zawody rozegrano systemem kołowym na dystansie 18 rund. W każdym zespole mogło wystąpić 5 zawodników (w tym jeden rezerwowy), natomiast mecze odbywały się na 4 szachownicach. 
Medale zdobyli reprezentanci Stanów Zjednoczonych (złote), Polski (srebrne) oraz Czechosłowacji (brązowe).

## Wyniki końcowe
| Miejsce | Kraj              | Punkty |
| ------- | ----------------- | ------ |
| 1       | Stany Zjednoczone | 48     |
| 2       | Polska            | 47     |
| 3       | Czechosłowacja    | 46½    |
| 4       | Królestwo SHS     | 46     |
| 5       | Rzesza Niemiecka  | 45½    |
| 6       | Łotwa             | 45½    |
| 7       | Szwecja           | 45½    |
| 8       | Austria           | 45     |
| 9       | Anglia            | 44     |
| 10      | Węgry             | 39½    |
| 11      | Holandia          | 35     |
| 12      | Szwajcaria        | 34     |
| 13      | Litwa             | 30½    |
| 14      | Francja           | 29½    |
| 15      | Rumunia           | 28     |
| 16      | Włochy            | 24     |
| 17      | Dania             | 19½    |
| 18      | Norwegia          | 15½    |
| 19      | Hiszpania         | 15½    |

## Medaliści drużynowi
| Szach.         | Zawodnicy           | Punkty | Partie | Procent |
| -------------- | ------------------- | ------ | ------ | ------- |
| Medale złote   |                     |        |        |         |
| 1              | Isaac Kashdan       | 12     | 17     | 70,6    |
| 2              | Frank Marshall      | 10     | 16     | 62,5    |
| 3              | Arthur Dake         | 8½     | 14     | 60,7    |
| 4              | Israel Horowitz     | 9      | 13     | 69,2    |
| 5              | Herman Steiner      | 8½     | 12     | 70,8    |
| Medale srebrne |                     |        |        |         |
| 1              | Akiba Rubinstein    | 9½     | 16     | 59,4    |
| 2              | Ksawery Tartakower  | 13½    | 18     | 75      |
| 3              | Dawid Przepiórka    | 10     | 17     | 58,8    |
| 4              | Kazimierz Makarczyk | 8      | 12     | 66,7    |
| 5              | Paulin Frydman      | 6      | 9      | 66,7    |
| Medale brązowe |                     |        |        |         |
| 1              | Salomon Flohr       | 11     | 18     | 61,1    |
| 2              | Karl Gilg           | 5      | 11     | 45,5    |
| 3              | Josef Rejfíř        | 11     | 16     | 68,8    |
| 4              | Karel Opočenský     | 9      | 13     | 69,2    |
| 5              | Karel Skalička      | 10½    | 14     | 75      |

## Najlepsze wyniki indywidualne
Kryterium – procent zdobytych punktów.
| Miejsce       | Zawodnicy           | Punkty | Partie | Procent |
| ------------- | ------------------- | ------ | ------ | ------- |
| Szachownica 1 |                     |        |        |         |
| 1             | Aleksander Alechin  | 13½    | 18     | 75      |
| 2             | Jefim Bogolubow     | 12½    | 17     | 73,5    |
| 3             | Isaac Kashdan       | 12     | 17     | 70,6    |
| Szachownica 2 |                     |        |        |         |
| 1             | Gösta Stoltz        | 13½    | 18     | 75      |
| 1             | Ksawery Tartakower  | 13½    | 18     | 75      |
| 3             | Lajos Steiner       | 12     | 17     | 70,6    |
| Szachownica 3 |                     |        |        |         |
| 1             | Vladimirs Petrovs   | 11½    | 16     | 71,9    |
| 2             | George Alan Thomas  | 12½    | 18     | 69,4    |
| 3             | Josef Rejfíř        | 11     | 16     | 68,8    |
| Szachownica 4 |                     |        |        |         |
| 1             | Albert Becker       | 10½    | 14     | 75      |
| 2             | Vasja Pirc          | 12½    | 17     | 73,5    |
| 3             | Kurt Richter        | 10½    | 15     | 70      |
| Szachownica 5 |                     |        |        |         |
| 1             | Karel Skalička      | 10½    | 14     | 75      |
| 2             | Herman Steiner      | 8½     | 12     | 70,8    |
| 3             | Volfgangs Hasenfuss | 7½     | 11     | 68,2    |